# Paraleptosphaeroma indica
Paraleptosphaeroma indica là một loài chân đều trong họ Sphaeromatidae. Loài này được Mueller miêu tả khoa học năm 1990.